# Affaire Christine Devauchelle
L'affaire Christine Devauchelle est une affaire criminelle française dans laquelle, Christine Devauchelle, concierge de 26 ans, a été enlevée le 13 juillet 1982. Son corps est trouvé nu aux abords de la RN 20 le 14 juillet 1982 près de l'aérodrome de Mondésir au sud d'Étampes dans l'Essonne,,,,,,,. À ce jour, l'auteur de ce crime n'a pas été identifié.
Sylvie Le Helloco est considérée comme la troisième victime des « Meurtres de la RN20 ».

## Biographie
Christine Devauchelle est concierge, elle travaille rue Pascal à Paris. Son compagnon est violent et alcoolique. Elle a un fils.

## Les faits et l'enquête
Le 13 juillet 1982, Christine Devauchelle sort boire un café.
Le 14 juillet 1982, son compagnon signale la disparition de Christine. Le corps nu de Christine est trouvé à l'orée d'un bosquet d'arbres, près de l'aérodrome de Mondésir, au sud d'Étampes. Elle est recroquevillée en chien de fusil.
Ses vêtements n'ont pas été retrouvés. L'autopsie établit qu'elle n'a pas été violée et a été asphyxiée.
Les enquêteurs feront le rapprochement avec trois autres affaires présentant des similitudes,,,,, :
- l'affaire Michèle Couturat,
- l'affaire Sylvie Le Helloco,
- et l'affaire Pascale Lecam.

Les enquêteurs envisagent l'existence d'un tueur en série sévissant aux abords de la RN 20 entre Étampes et Arpajon, surnommé : « l'étrangleur d'Étampes », « le tueur de blondes » ou « le sadique de la RN 20 »,.
En 2008, les enquêteurs soupçonnent Michel Fourniret qui vivait dans les années 1970-80 à Clairefontaine-en-Yvelines avec sa seconde épouse et ses trois enfants. Mais aucune preuve formelle ne permet de le mettre en cause.
Dans l'affaire Pascale Lecam, un homme, Philippe L., est suspecté en 2009. Son ADN est identifié sur des traces de sperme présentes sur des mouchoirs prélevés en 1983, à proximité du corps de Pascale Lecam. Après 38 heures de garde à vue, il est finalement relâché. Il nie toute implication dans le meurtre de Pascale Lecam, et les faits sont prescrits. Rien ne permet de le relier aux trois autres « meurtres de la RN20 »,.
En octobre 2024, le journal Marianne annonce que Philippe L. a été condamné pour viol en mars 2024 dans une autre affaire.

## Documentaire télévisé
- « Le mystère des meurtres de la RN20 » le 7 décembre 2012 dans Les faits Karl Zéro sur 13e rue.

## Émission radiophonique
- « L'affaire des meurtres en série sur la RN 20 » le 20 septembre 2010 dans L'Heure du crime de Jacques Pradel sur RTL.